# 呪いの家
『呪いの家』（のろいのいえ、原題：The Uninvited）は、1944年のアメリカ合衆国の映画作品である。原作はドロシー・マカードルの小説“Uneasy Freehold”で、ジャンルはホラー・ラブストーリーである。
チャールズ・ラングはこの映画で1945年のアカデミー撮影賞にノミネートされた。

## あらすじ
作曲家であるリックと、パメラのフィッツゼラルド兄妹は、イングランドにある空家の邸宅を気に入り、幽霊屋敷であることを理解したうえで購入する。二人は引っ越した晩から、相次ぐ怪奇現象に見舞われた。
その後、二人は、邸宅の前の持ち主であるビーチ中佐の孫娘ステラ・メレデスを晩餐に誘うが、事態は思いもよらない方向へと転がった。

## キャスト
- レイ・ミランド：ロデリック・フィッツジェラルド
- ルース・ハッセイ：パメラ・フィッツジェラルド
- ドナルド・クリスプ：ビーチ中佐(Commander Beech)
- コーネリア・オーティス・スキナー：Miss Holloway
- ドロシー・スティックニー：Miss Bird
- アラン・ネイピア：Dr. Scott
- ゲイル・ラッセル：ステラ・メレデス(Stella Meredith)
- バーバラ・エヴェレスト

エキストラ（クレジットなし）
- ホームズ・ハーバート
- ジョン・キーラン
- クイーニー・レナード
- モイナ・マックギル

## 評価
映画監督のマーティン・スコセッシは、この映画をもっとも怖かった11のホラー映画のうちの一つに入れた。